# Мала Неделя
Мала Неделя (словен. Mala Nedelja) — поселення в общині Лютомер, Помурський регіон, Словенія. Висота над рівнем моря: 264,2 м.